# Distrito de Cerro Colorado

Provincia de Arequipa

Mapa distrital de la provincia (ampliar para ver detalles.).

Cerro Colorado, es uno de los 29  distritos que conforman la provincia de Arequipa en el Departamento de Arequipa, bajo la administración del Gobierno regional de Arequipa, en el sur del Perú.

## Arequipa: Ciudad Blanca
Arequipa recibe el nombre de Ciudad Blanca debido a sus construcciones hechas en sillar, una especie de piedra volcánica blanca, que en la colonización española se usó como material de construcción. Gracias a este material, se han construido casi la mayoría de templos, casonas. etc.
Desde el punto de vista jerárquico de la Iglesia católica, forma parte de la Arquidiócesis de Arequipa.

## Historia
El Distrito de Cerro Colorado fue creado en el gobierno del Presidente Manuel A. Odría, mediante Ley n.º 12075 del 26 de febrero de 1954, siendo su primer Alcalde Alfredo Bernal Murillo. Lleva este nombre gracias a su terreno de tierra colorada en el pueblo viejo de Cerro Colorado, hoy conocido como "Cerro Viejo".
Sin embargo, la historia de este distrito se extiende a épocas remotas. Se cree que se escindió del pueblo de Cayma, porque un accidente geográfico lo separaba de dicha comarca. El 22 de septiembre de 1628 el Virrey Diego Fernández de Córdoba, Márquez de Guadalcázar, entregó las tierras eriazas que dieron origen  a la actual campiña de Cayma y Cerro Colorado. Según consta en el archivo del distrito caymeño, en el año 1797 se intentó por primera vez la independización de Cerro Colorado. El segundo intento, se produjo en mayo de 1883. Fueron Juan Villanueva, Manuel Gamero y José Santos Talavera, los primeros en exigir la separación de Cayma.
Es así que, en la Plaza Pública, una comisión registró las manzanas que constituirían la población del nuevo distrito al que denominarían "Cerro Colorado de la Parroquia de Cayma". En ese entonces, los moradores de este pueblo eran labriegos y labradores de sillar que sacaban sus bloques de los fabulosos murallones formados por la espuma de lava volcánica proveniente de la dantesca erupción del Chachani.
En su libro "Aportes para la historia de Arequipa", el historiador Francisco Mostajo, anota que Cerro Colorado debía pagar su cuenta de agua a la comarca caymeña, porque se había abierto un ramal desde Acequia Alta para traer agua hacia estas tierras, formando así la campiña del pueblo con la Irrigación Zamácola.
En el año 1930, el Gobierno Municipal de Cayma autoriza la ocupación de terrenos eriazos circundantes al antiguo pueblo de Cerro Viejo, donde se formó el poblado de La Libertad, el mismo que en el año 1954 se convertiría en la Capital del Distrito. Ya en ese entonces, se conocía la existencia del pueblo de Cerro Colorado (Cerro Viejo), Pachacútec, Cerrito Los Álvarez y Zamácola, pueblos tradicionales que aún conservan sus construcciones antiguas.
Se cree que el nombre "Cerro Colorado", deviene de la Gesta Histórica del General Sánchez Cerro. La gesta y la tierra colorada característica de esta zona, dieron origen al nombre del distrito, del cual fue su primera capital el recientemente creado en ese entonces pueblo de La Libertad.
En el año 1992 se crea oficialmente el Escudo, símbolo de Cerro Colorado, el mismo que fue diseñado por Pablo Díaz Villegas, artista nacido en la capital del distrito; y en ese mismo año se crea la bandera de colores rojo, blanco y verde, diseñada por Luzgardo Medina Egoavil. Dichos colores representarían las principales características del distrito.

## Ley 12075
EL PRESIDENTE DE LA REPÚBLICA
POR CUANTO: EL CONGRESO HA DADO LA LEY SIGUIENTE:
ART. 1.º.- Créese el Distrito de Cerro Colorado, en la Provincia del
Cercado de Arequipa, del Departamento del mismo nombre,
cuya capital será el pueblo de "La Libertad".
ART. 2.º.- El Distrito de Cerro Colorado estará integrado por el
pueblo de este nombre y el de La Libertad y los caseríos de
"Zamácola", Cerrito "Los Álvarez" y "Pachacútec".
ART. 3.º.- Los límites de este Distrito serán los siguientes: por el
N., con la Torrentera que separa los pueblos de la Tomilla y
Cayma; por el S., con las Pampas de Huaranguillo, Tio-Sachaca y
Cruz del Intendente y el Lindero meridional del anexo
Pachacutec; y por el O., con la Torrentera de Añashuayco, que
las separa de la Cruz de Buenavista y Pampa La Estrella y Las
Canteras de Sillar de Añashuayco, en la Jurisdicción de
Zamácola.
COMUNÍQUESE AL PODER EJECUTIVO, PARA SU
PROMULGACIÓN.
CASA DEL CONGRESO, EN LIMA, A LOS 21 DÍAS DEL MES DE
ENERO DE 1954.JULIO DE LA PIEDRA, PRESIDENTE DEL
SENADO.- J. M. PEÑA, PRESIDENTE DE LA CÁMARA DE
DIPUTADOS.- ALBERTO ARISPE, SENADOR SECRETARIO.- R.
REVOREDO, DIPUTADO SECRETARIO.AL SR. PRESIDENTE
CONSTITUCIONALDE LA REPÚBLICA.POR LO TANTO; MANDO SE
PUBLIQUE Y CUMPLA.
DADO EN LA CASA DE GOBIERNO, EN LIMA, A LOS 26 DÍAS DEL
MES DE FEBRERO DE 1954. MANUEL A. ODRÍA.- ARMANDO
ARTOLA.
ACTA DE INSTALACION DEL CONCEJO DE
CERRO COLORADO
En la urbanización La Libertad, a los veintitrés días de mayo de
mil novecientos cincuenticuatro, fueron presentes los señores José Francisco Mareátegui, prefecto del departamento, el
Eduardo Gutiérrez Ballón, alcalde de la ciudad, el subprefecto Juan Núñez Chávez, el coronel Ricardo
Pérez Godoy, comandante general de la Tercera Región Militar, Manuel Álvarez en representación del arzobispo, el senador ingeniero Sergio Arturo Huaco, el diputado Benjamín Chirinos Pacheco, Luis Burga Febres,
como juez de paz; con el objeto de instalar el honorable
concejo distrital del nuevo distrito de Cerro Colorado, creado por
la ley número 12075, previo juramento de ley que fue tomado
por el Sr. Prefecto del departamento, al Sr. Alcalde Don Alfredo
Bernal murillo, el que juró desempeñar fiel y legalmente el cargo
de alcalde que se le había confiado, acto seguido el alcalde
tomó el juramento de ley a los señores concejales Don Julio
Camargo, Don Benigno Zegarra, Don Nicolás Nuñez y Don
Máximo Huertas, con lo que terminó el acto de instalación del
concejo y firmaron todos los presentes.

## Geografía
Cerro Colorado, la tierra del sillar, está situada al norte de la ciudad de Arequipa, a 2406 m s. n. m., con una superficie de 174.90 km.

Límites del distrito:

Al norte: Yura

Al sur:  Sachaca y Yanahuara

Al este: Cayma

Al oeste: Uchumayo

Cerro Colorado se conformó en sus inicios de urbanizaciones tradicionales como:Pachacutec, Zamácola, Cerro Viejo, Río Seco, La Libertad, Alto Libertad, 12 de Octubre, Challapampa entre otros. Actualmente son urbanizaciones de referencia Quinta Siena, El Solar de Challapampa, Quinta Azores I, Quinta Azores II, ADUCA, Quinta El Sol, El Rosario I, El Rosario II, La Planicie, Ingenieros, Valle Blanco, El Cortijo, Montebello, Campo Verde, Casabella. que les dan prestancia por su modernidad. También Alto Victoria, Semirrural Pachacutec, José Santos Atahualpa, y otros.
En este distrito, se encuentra ubicado el Aeropuerto Internacional Rodríguez Ballón y el Terminal Pesquero ("La Parada").

## Deporte
El estadio principal del distrito es el Estadio "Arturo Díaz Huerta", ubicado en el Sector de "Alto Libertad". También cuenta con Complejos Deportivos menores, como el Complejo Deportivo de "Rayo Chachani" en Zamacola, Las Piscinas temperadas en el Complejo de Santa Rosa de Lima, La Piscina de Alto Libertad, La de Rayo Chachani, Complejos como el de "Mariscal Castilla", el de la Urbanización "Calienes", el Complejo Deportivo de Cerro Viejo ("Virgen del Rosario"), Los condominios "Valle Blanco" y "Villa Verde", etc.
Entre los equipos de fútbol más populares, están: la Academia "'Transportes Del Carpio'", el Club Deportivo "Unión Libertad", el Atlético "Mariscal Castilla", el F. B. C. "La Pepa", el F. C. "Arequipa", el Rayo Chachani de Zamacola entre otros.

## Transporte
Las rutas de transporte masivo de pasajeros que circularán en el distrito de Cerro Colorado son las siguientes:
| FASE OPERATIVA | FASE OPERATIVA                          | FASE OPERATIVA | FASE OPERATIVA                                      | FASE OPERATIVA                                 |
| Cuenca         | Concesionario                           | Ruta *         | Ruta *                                              | Ruta *                                         |
| Cuenca         | Concesionario                           | Código         | Desde                                               | Hasta                                          |
| -------------- | --------------------------------------- | -------------- | --------------------------------------------------- | ---------------------------------------------- |
| C - 1          | Integra Arequipa S.A.C.                 | BT1            | Terminal Pesquero Río Seco (Cerro Colorado)         | Urbanización Lara (Socabaya)                   |
| C - 1          | Integra Arequipa S.A.C.                 | BT2            | Urbanización Lara (Socabaya)                        | Terminal Pesquero Río Seco (Cerro Colorado)    |
| C - 2          | Consorcio Empresarial Cono Norte S.A.C. | A25            | PERUARBO (Cerro Colorado)                           | Estación Norte Río Seco (Cerro Colorado)       |
| C - 2          | Consorcio Empresarial Cono Norte S.A.C. | A27            | José Luis Bustamante y Rivero (Cerro Colorado)      | Estación Norte Río Seco (Cerro Colorado)       |
| C - 2          | Consorcio Empresarial Cono Norte S.A.C. | A28            | Villa Los Milagros (Yura)                           | Ala Aérea N.º 3 (Cerro Colorado)               |
| C - 2          | Consorcio Empresarial Cono Norte S.A.C. | A29            | Sor Ana de los Ángeles (Cerro Colorado)             | Estación Norte Río Seco (Cerro Colorado)       |
| C - 2          | Consorcio Empresarial Cono Norte S.A.C. | A30            | Los Ángeles del Sur (Cerro Colorado)                | Estación Norte Río Seco (Cerro Colorado)       |
| C - 2          | Consorcio Empresarial Cono Norte S.A.C. | A32            | Jardines de Chachani (Cerro Colorado)               | Zamácola (Cerro Colorado)                      |
| C - 2          | Consorcio Empresarial Cono Norte S.A.C. | A33            | Las Flores (Cerro Colorado)                         | Zamácola (Cerro Colorado)                      |
| C - 2          | Consorcio Empresarial Cono Norte S.A.C. | A37            | Ciudad Municipal (Cerro Colorado)                   | Estación Norte Río Seco (Cerro Colorado)       |
| C - 2          | Consorcio Empresarial Cono Norte S.A.C. | A38            | Granjeros y Pequeños Industriales Bellavista (Yura) | Plataforma Andrés Avelino Cáceres (J.L.B.Y.R.) |
| C - 3          | TransCayma S.A.C.                       | A31            | 1 de junio - Zona "B" (Cayma)                       | Zamácola (Cerro Colorado)                      |
| C - 3          | TransCayma S.A.C.                       | A39            | Los Pioneros (Cayma)                                | Zamácola (Cerro Colorado)                      |
| C - 10         | Megabus AQP S.A.C.                      | T19            | Parque Acuático de Tingo (Cercado)                  | Plaza Las Américas (Cerro Colorado)            |
| C - 11         | Cotum Express S.A.C.                    | A1             | Alto Libertad (Cerro Colorado)                      | Álvarez Thomas (Cercado)                       |
| C - 11         | Cotum Express S.A.C.                    | A2             | Alto Libertad (Cerro Colorado)                      | Facultad de Medicina - UNSA (Cercado)          |
| C - 11         | Cotum Express S.A.C.                    | A3             | Villa Hermosa (Cerro Colorado)                      | Puente Grau (Cercado)                          |
| C - 11         | Cotum Express S.A.C.                    | A8             | Pachacútec (Cerro Colorado)                         | Villa Hermosa (Cerro Colorado)                 |
| C - 11         | Cotum Express S.A.C.                    | A9             | Pachacútec (Cerro Colorado)                         | Cerro Viejo (Cerro Colorado)                   |
| C - 11         | Cotum Express S.A.C.                    | A17            | Alto Libertad (Cerro Colorado)                      | Grifo Monterrey (J.L.B.Y.R.)                   |
| C - 11         | Cotum Express S.A.C.                    | A24            | Pachacútec (Cerro Colorado)                         | Metro (Cerro Colorado)                         |

* Las rutas operan en ambos sentidos.
IMPORTANTE:
- La Municipalidad Provincial de Arequipa (MPA), a través del SITransporte podrá crear rutas o extender recorridos de las rutas ya establecidas para la cobertura total del distrito.
- La tarifa del pasaje se pagará solo una vez, tendrá una duración de 59 minutos y se podrá realizar tres viajes como máximo.

## Autoridades

### Municipales
- 2019 - 2022[5]
  - Alcalde: Benigno Teófilo Cornejo Valencia, del Movimiento Regional Arequipa Avancemos.
  - Regidores:

  1. Alberto Flores Ccama (Movimiento Regional Arequipa Avancemos)
  2. Alan Gamarra Salazar (Movimiento Regional Arequipa Avancemos)
  3. Jesús Heráclides Torres Gonzáles (Movimiento Regional Arequipa Avancemos)
  4. Rosendo Sandoval Pacompia (Movimiento Regional Arequipa Avancemos)
  5. Hilario Jara Ramos (Movimiento Regional Arequipa Avancemos)
  6. Nilton Richard Olivera Lipa (Movimiento Regional Arequipa Avancemos)
  7. Victoria Charca Betancur (Movimiento Regional Arequipa Avancemos)
  8. Piero Jair Coaquira Oscco (Juntos por el Desarrollo de Arequipa)
  9. Miguel Hans Lazo De La Vega Flores (Juntos por el Desarrollo de Arequipa)
  10. Alonso Paúl Ranilla Barrios (Juntos por el Desarrollo de Arequipa)
  11. Percy Cristhian Carpio Pérez (Arequipa Renace)

### Policiales
- - Cmdte. P. N. P. Carlos Enrique BLANCO OSORIO (Comisaría de Cerro Colorado).
  - Mayor P. N. P. Víctor NUÑEZ ZEBALLOS(Comisaría de "Zamácola").
  - Cap. P. N. P. Giancarlo CORNEJO CHAMA (Comisaría de "Ciudad Municipal").
  - Mayor P. N. P. Miguel RIOS SANTOS (Comisaría de "Mariscal Castilla").

## Gobernador del Distrito
Manuel Vera Paredes